# Marianne Heemskerk
Marianne Yvonne Heemskerk, född 28 augusti 1944 i Rotterdam, är en nederländsk före detta simmare.
Heemskerk blev olympisk silvermedaljör på 100 meter fjäril vid sommarspelen 1960 i Rom.